# 中國國民黨第二屆中央執行委員會第三次全體會議

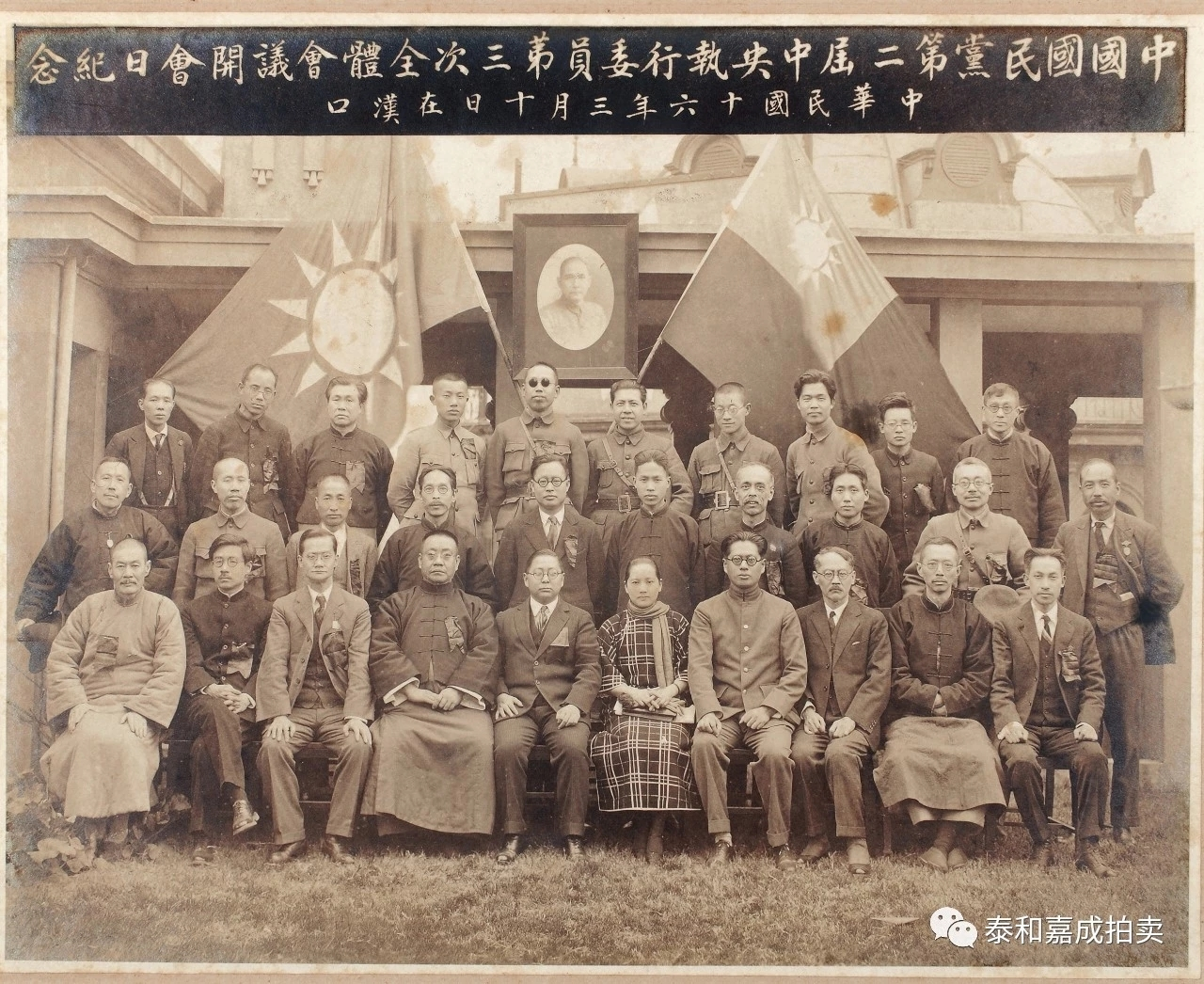
中國國民黨第二屆中央執行委員會第三次全體會議開會日紀念合影。前排右起：吳玉章、經亨頤、陳友仁、宋子文、宋慶齡、孫科、譚延闓、徐謙、顧孟余、丁惟汾；第二排右起：朱霽青、林伯渠、毛澤東、彭澤民、于樹德、陳其瑗、鄧懋修、丁超五、董必武、江浩；後排右起：謝晉、許蘇魂、鄧演達、惲代英、陳公博、詹大悲、夏曦、王法勤、王樂平、周起剛。

中國國民黨第二屆中央執行委員會第三次全體會議，簡稱国民党二届三中全会，是1927年3月10日至17日中国国民党在汉口市南洋大楼召开的会议，是中国国民党历史上一次重要的会议。

## 会议概况
出席国民党二届三中全会之代表共33人，其中中央执行委员谭延闿、宋庆龄、陈公博、徐谦、顾孟余、宋子文、何香凝、林祖涵、樹德、吴玉章、恽代英、孙科等18人，候补中央执行委员毛泽东、邓演达、董必武等11人，候补中央监察委员李宗仁等4人。此前临时联席会议致函蒋介石等促其如期到会，但其始终未赴会，会议因此延期举行。汪精卫因正处由国外返回途中，亦缺席。正式会议之前，推举谭延闿、徐谦、孙科、宋庆龄、顾孟余5人会议主席团。
会议议决通过一系列议案，并改选中央执行委员会之常务委员会和政治委员会等领导机构。选举汪精卫、谭延闿、蒋介石、孙科、顾孟余、谭平山、陈公博、徐谦、吴玉章等9人为常务委员，除常务委员9人兼任政治委员之外，另选举宋子文、宋庆龄、陈友仁、邓演达、王法勤、林祖涵6人为政治委员。
会议由苏联顾问米哈伊尔·马尔科维奇·鲍罗廷和国民党左派势力主导，因此上述两个领导机构成员中国民党左派人士和中国共产党人占相当比例，而原中央政治委员会之国民党右派人士张静江、胡汉民、伍朝枢、吴稚晖等均被排除在外。

## 会议决议
本次会议议决统一党的领导机关案，军事委员会组织大纲及对于中央执行委员、国民政府委员临时联席会议决议案。会议通过改选中央常务委员九人案，改选中央各部长案，改选政治委员案，改选军事委员案，改选国民政府委员案。会议议决统一革命势力案，议决对人民宣言、对农民宣言、对党员训令、对农民问题案等。

### 重申三大政策
会议通过拥护孙中山“联俄、联共、扶助农工”三大政策，支持工人农民为实现其利益而争斗的决议。设立农政部及劳工部，实现本党的农工政策。会议发表《对农民宣言》，指出中国的农民问题其内容即是一个贫农问题，贫农问题的中心问题就是一个土地问题，农民的最后要求在于土地；不使农民得到土地，农民将不能拥护革命至最后之成功；表示本党决计拥护农民获得土地之争斗，至于使土地问题完全解决而后止等。

### 提高本党党权
- 重申中国国民党全国代表大会为国民党最高权力机关，在全国代表大会闭会后，党的权力机关为中央执行委员会；
- 规定中央执行委员会常务委员会只存在于“中央执行委员会全体会议前后两会之间”，“常务委员于次期中央执行委员全体会议开会时，终了其任务”，实行常务委员集团领导制度，对于党务、政治、军事行使最终议决权；
- 规定政治委员会“以常务委员会全体委员及由中央执行委员会全体会议选举之中央执行委员及候补中央执行委员六人组织之”，“政治委员会委员中，由中央执行委员会全体会议指定七人为主席团；
- 规定军事委员会“由中央执行委员会于高级军官中选出委员九人至十三人，并于【不任军职之】中央执行委员及后补中央执行委员中选出六人，共同组织之”，军事委员会设主席团七人，由中央执行委员会全体会议指定之。

### 防止个人独裁
废除原主席个人领导制，实行常务委员集团领导制度或主席团领导制度。

## 附录附注

### 附录
国民党二届三中中央领导机构
- 中央常务委员会委员9人：汪精卫、谭延闿、蒋介石、孙科、顾孟余、谭平山、陈公博、徐谦、吴玉章
- 中央政治委员会主席团委员7人：汪精卫、谭延闿、孙科、顾孟余、徐谦、谭平山、宋子文
- 中央军事委员会主席团委员7人：汪精卫、唐生智、程潜、谭延闿、邓演达、蒋介石、徐谦
- 国民政府常务委员5人：孙科、徐谦、汪精卫、谭延闿、宋子文

### 附注
- 因不设中央常务委员会主席和中央军事委员会主席，蒋介石原所任之两项职务自然消失；
- 因不设中央政治委员会主席一职，谭延闿原所任之中央政治委员会代理主席一职亦自然消失。